# Vitālijs Maksimenko
Vitālijs Maksimenko (ur. 8 grudnia 1990 w Rydze) – łotewski piłkarz występujący na pozycji obrońcy w łotewskim klubie RFS   oraz w reprezentacji Łotwy.
Wychowanek Skonto, w swojej karierze grał także w takich zespołach jak Daugava Ryga, CSKA Moskwa, Brighton & Hove Albion, Yeovil Town, Kilmarnock, VVV, FK Liepāja, SV Mattersburg oraz Bruk-Bet Termalica Nieciecza.